# Tachydromia enecator
Tachydromia enecator is een vliegensoort uit de familie van de Hybotidae. De wetenschappelijke naam van de soort is voor het eerst geldig gepubliceerd in 1902 door Melander.